# 国立病院機構大分医療センター
独立行政法人国立病院機構大分医療センター（どくりつぎょうせいほうじんこくりつびょういんきこうおおいたいりょうセンター）は、大分県大分市横田に所在する独立行政法人国立病院機構運営の病院である。旧国立大分病院。政策医療分野におけるがん、肝疾患の専門医療施設である。エイズ治療拠点病院の指定を受ける。大分県に3つある国立病院機構の病院のうちのひとつである。

## 沿革
- 1979年（昭和54年）4月 - 旧国立大分病院と国立療養所二豊荘を統合し、二豊荘の敷地に国立大分病院を設立。
- 2004年（平成16年）4月1日 - 国立病院の独立行政法人化に伴い、独立行政法人国立病院機構大分医療センターとなる。
- 2010年（平成22年）9月 - 新病棟竣工[1]。
- 2011年（平成23年） - 旧病棟6階建てを2階建てへ減築する改修が竣工[1]。

## 診療科
- 代謝・内分泌内科
- 循環器内科
- 腎臓内科
- 消化器内科（肝センター・胃腸センター）
- 呼吸器内科
- 呼吸器外科
- 外科
- 整形外科
- 泌尿器科
- 婦人科
- 放射線科
- 麻酔科
- 病理診断科
- リハビリテーション科
- 乳腺外科
- 腫瘍内科
- 膠原病内科

## 新型コロナウイルス感染
- 2020年（令和2年）
  - 3月28日、国立病院機構大分医療センターで元入院患者の男性の感染が判明。その妻や医療従事者の感染が明らかになった。本病院の患者の転院先の大分県立病院でも看護師1人の感染を確認、関連の感染者は計24人となった。知事は、「院内でクラスター（感染集団）が発生したと言わざるを得ない」とした[2]。
  - 4月8日、新型コロナウイルスのクラスターが発生した国立病院機構大分医療センターは7日、外来診療の一部を再開した。厚生労働省クラスター対策班は、職員らが共用するタブレット端末や休憩室で感染が広がった可能性を指摘した[3]。

## 交通
- 鉄道：JR九州日豊本線大在駅下車、徒歩約15分
- 自動車：東九州自動車道大分宮河内ICより約15分

## 周辺
- 病院敷地西側に大在公園が隣接する。